# Darwin (system operacyjny)
Darwin – uniksowa podstawa systemu operacyjnego macOS firmy Apple Inc. W rzeczy samej jest to pełny system operacyjny, na bazie którego oparto graficzne środowisko użytkownika Aqua.
Darwin powstał z połączenia mikrojądra Mach-3 (XNU) oraz narzędzi i usług zaczerpniętych z systemów FreeBSD i NetBSD, mających swe źródła w 4.4BSD. Tym samym korzenie Darwina sięgają historycznego Uniksa. Jeden z głównych programistów Darwina, Avie Tevanian, był współtwórcą oryginalnego jądra Mach powstałego na Uniwersytecie Carnegie-Mellon.
Kod Darwina jest wolnodostępny na zasadach Apple Public Source License i rozwijany przez zrzeszoną wokół Apple wspólnotę programistów. Istnieje także w pełni zgodna wersja zwana GNU-Darwin, rozwijana pod auspicjami projektu GNU.
Obecnie istnieją porty dla architektur PowerPC oraz IA-32. Ta pierwsza jest główną i podstawową, Apple rozwija obecnie nową jej wersję dla 64-bitowych procesorów.

## Zobacz też

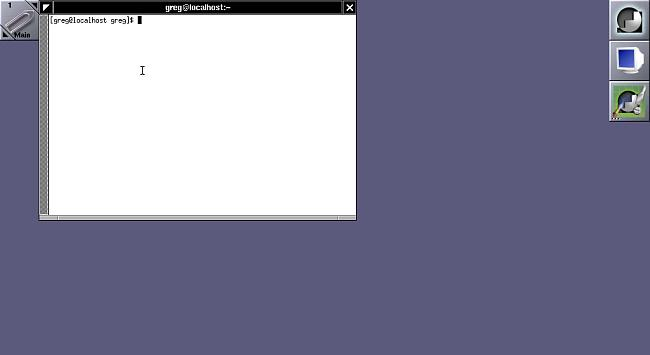
Window Maker in XDarwin